# 森德兰布尔
森德兰布尔（羅馬化：Santrāmpur）是印度古吉拉特邦默希萨格尔县的一个城镇。总人口15781（2001年）。

## 人口
该地2001年总人口15781人，其中男性8236人，女性7545人；0—6岁人口2120人，其中男1154人，女966人；识字率73.78%，其中男性为80.65%，女性为66.28%。